# Time Crisis: Project Titan
Time Crisis: Project Titan (タイムクライシス プロジェクトタイタン?, Taimu Kuraishisu: Purojekuto Taitan) è uno shoot 'em up pubblicato dalla Namco nel 2001. Spin-off della serie Time Crisis, ha segnato la storia dei giochi di sparatoria in prima persona, rendendo affascinanti i giochi con una pistola; il gioco supporta infatti una pistola ottica per aumentare la simulazione del gioco, rendendolo reale.
Le vendite sono state più che numerose perché la tridimensionalità e la simulazione offerta da questo gioco era pari a quella delle tipiche sale da gioco, con la differenza di non dover pagare per ogni sparatoria effettuata.
È stato anche il primo titolo della serie ad essere doppiato in lingua italiana, nonostante i pessimi standard recitativi.

## Trama
Xavier Serrano, presidente di Caruba, è stato assassinato; l'agente del VSSE Richard Miller viene implicato nell'aver commesso il crimine e su di lui è stato spiccato un mandato di cattura internazionale, la cui revoca potrà avvenire a condizione che il vero colpevole sia consegnato nel giro di 48 ore, terminate le quali il VSSE sarà costretto a disconoscere Richard e negarne l'appartenenza. I primi indizi verso la scoperta dell'identità del vero assassino conducono allo yacht di Kantaris, attualmente in navigazione sul mar di Caruba, sul quale l'infiltrata del VSSE Marissa Soleil, nome in codice Abacus, è tenuta prigioniera.